# Пекарские
Пекарские (пол. Piekarski) — дворянские роды.
Один из них, герба Роля восходят к середине XVI века. Одна ветвь этого рода Пекарских в середине XVII века переселилась из Полоцка в Уфу. Семён Пекарский (умер в 1698 году) был ротмистром поселенной в Уфе полоцкой шляхты (1677) и воеводой в Бирске. Из этой ветви происходил Пётр Петрович Пекарский. Этот род внесён во II часть родословных книг Минской, Оренбургской и Уфимской губерний.
Другой род Пекарских, герба Топор, восходит к концу XVII века и внесен в VI и I части родословной книги Ковенской и Минской губерний.
Также есть польские роды Пекарских гербов Дембно, Лещиц, Несобя, Орля и Пулкозиц.
Определением Правительствующего Сената от 12 сентября 1877 года действительный статский советник Михаил Иванович Пекарский, по личным своим заслугам признан в потомственном дворянстве, с правом на внесение в третью часть дворянской родословной книги, вместе с сыновьями: Михаилом, Фадеем и Иосифом-Иваном (Герб. XIII, 177).